# Race America
Alex DeMeo's Race America (Corvette ZR-1 Challenge en Europa) es un videojuego de carreras para Nintendo Entertainment System. La versión europea recibió la licencia de Chevrolet para usar sus vehículos Corvette ZR-1, mientras que los de la versión norteamericana tuvieron que ser rediseñados en vehículos que se parecían mucho al Dodge Viper.

## Jugabilidad
El juego consiste en conducir en las carreteras de América a aproximadamente 200 millas (321,9 km) por hora desde Boston a Los Ángeles - 2990 millas (4811,9 km) de principio a fin. En el modo de 2 jugadores, los jugadores compiten entre sí usando el mismo modelo de automóvil, pero en diferentes colores. En el modo para un jugador, cada jugador debe competir contra ocho autos controlados por computadora en los Estados Unidos. Todos los pilotos son ficticios y no se basan en ningún corredor de la época.